# Alenka Dekleva
Alenka Dekleva (r. Kraut), slovenska pianistka in pedagoginja, * 18. maj 1939, Ljubljana.
Na Akademiji za glasbo v Ljubljani je leta 1960 diplomirala iz klavirja v razredu Antona Ravnika. Tu je opravila še podiplomski študij v razredu prof. Hilde Horak.
Alenka Dekleva je dolgoletni klavirski pedagog na SGBŠ LJ. Koncertno večinoma nastopa v duu s svojim možem, pianistom Igorjem Deklevo. 